# Musá Magomédovič Ahmádov
Musá Magomédovič Ahmádov, in russo Муса́ Магоме́дович  Ахма́дов? (RSS Kirghiza, 28 gennaio 1956), è un drammaturgo, poeta e scrittore russo,  di lingua ed etnia cecena. Membro degli Scrittori Unione della Cecenia, Lavoratore Onorato della Cultura della Repubblica cecena, Scrittore del Popolo della Repubblica Cecena (2006), vicepresidente degli Scrittori del Club Caucaso, caporedattore del letterario e artistico rivista "Vajnah", vincitore della "Civetta d' Argento" (2006)..
| Controllo di autorità | VIAF (EN) 232143094 · ISNI (EN) 0000 0003 6710 2661 · LCCN (EN) no2002078706 |